# 15052 Емільшвайцер
15052 Емільшвайцер (15052 Emileschweitzer) — астероїд головного поясу, відкритий 17 грудня 1998 року.
Тіссеранів параметр щодо Юпітера — 3,189.